# Contract (Arthur Umbgrove)
Contract is een nummer van de Nederlandse cabaretier Arthur Umbgrove uit 1999. Het verscheen op zijn album Twee straten verder.
"Contract" gaat over een man die bij zijn vrouw weg is gegaan, maar daar nu spijt van heeft. Hij is nu weer erg verliefd op haar geworden en wil een samenlevingscontract met haar aangaan. Het nummer werd een klein succesje in Nederland, met een 14e positie in de Tipparade.

## Tracklijst
- Cd-single

1. "Contract" - 4:06
2. "Contract" (live) - 4:16